# Jan Łazarski
Jan Łazarski (* 26. Oktober 1892 in Krakau; † 11. August 1968 ebenda) war ein polnischer Radsportler. Bei den Olympischen Sommerspielen 1924 in Paris gewann er mit dem polnischen Vierer die erste olympische Medaille für Polen im Radsport.

## Biographie

### Allgemeines
Jan Łazarski wurde als Sohn des Landwirts Wawrzyniec Łazarski und von dessen Frau Julie Iwelska geboren. Sein Großvater mütterlicherseits, Piotr Iwelski, war 1863 am Januaraufstand beteiligt. Nach sechs Jahren Schule begann er eine Ausbildung zum Schlosser bei Fabryka Kotłów Parowych W. Fitzner i K. Gamper. 1912 nahm er ein Studium an der Technischen Universität Ilmenau auf; wegen des Ausbruchs des Ersten Weltkriegs konnte er das Studium nicht beenden. Während des Krieges lebte er bei Verwandten in Frankreich und der Schweiz, wo er als Mechaniker arbeitete und eine eigene Reparaturwerkstatt für medizinische Geräte betrieb.
1919 kehrte Łazarski nach Krakau zurück. Zunächst arbeitete er in verschiedenen Unternehmen als Schlosser, bis er Ende der 1930er Jahre seine eigene Schlosserei gründete, die er bis an sein Lebensende betrieb. Während der deutschen Besetzung nach 1939 wurde er von der Gestapo verhaftet und war acht Monate lang inhaftiert. Wahrscheinlich war er in der Polnischen Heimatarmee engagiert.

### Sportliche Laufbahn
1919 gewann Jan Łazarski das Straßenrennen Krakau-Mogilany. Anschließend wurde er Mitglied des KKCM Krakau. Er fuhr Rennen auf der Straße sowie auf der Bahn. Zum Bahntraining musste er häufig nach Warschau oder Łódź fahren, da es in Krakau keine Möglichkeiten gab. 1924 startete er gemeinsam mit Tomasz Stankiewicz, Franciszek Szymczyk und Józef Lange bei den Olympischen Spielen 1924 in Paris in der Mannschaftsverfolgung. Der polnische Vierer errang überraschend die Silbermedaille hinter den favorisierten Italienern; dies war die erste olympische Medaille im Radsport für Polen. Łazarski bestritt zudem das 50-km-Rennen auf der Bahn, das er nicht beenden konnte, sowie das Sprintturnier, wo er in der ersten Runde ausschied.
Im selben Jahr wurde er polnischer Meister im Sprint und konnte diesen Erfolg 1925 und 1926 wiederholen. Zudem hielt er mit 12,6 Sekunden den polnischen Rekord über 200 Meter. 1929 beendet er seine aktive Radsportlaufbahn, blieb dem Radsport jedoch als Funktionär verbunden und wurde wiederholt ausgezeichnet.
Łazarski starb am 11. August in seiner Heimatstadt Krakau und wurde auf dem Friedhof Rakowicki beerdigt.

## Erfolge
1924
- Olympische Spiele – Mannschaftsverfolgung (mit  Józef Lange, Franciszek Szymczyk und Tomasz Stankiewicz)
- Polnischer Meister – Sprint

1925
- Polnischer Meister – Sprint

1926
- Polnischer Meister – Sprint